# 65769 Mahalia
65769 Mahalia è un asteroide della fascia principale. Scoperto nel 1995, presenta un'orbita caratterizzata da un semiasse maggiore pari a 2,9710566 au e da un'eccentricità di 0,1930144, inclinata di 19,42216° rispetto all'eclittica.
L'asteroide è dedicato alla cantante statunitense Mahalia Jackson.